# Лінкольн (округ Бернетт, Вісконсин)
Лінкольн (англ. Lincoln) — місто (англ. town) в США, в окрузі Бернетт штату Вісконсин. Населення — 367 осіб (2020).

## Демографія
Згідно з переписом 2010 року, у місті мешкало 309 осіб у 149 домогосподарствах у складі 82 родин. Було 230 помешкань
Расовий склад населення:
| - 93,5 % — білих - 0,6 % — корінних американців - 0,6 % — азіатів - 1,0 % — осіб інших рас |

До двох чи більше рас належало 4,2 %. Частка іспаномовних становила 1,0 % від усіх жителів.
За віковим діапазоном населення розподілялося таким чином: 17,5 % — особи молодші 18 років, 63,7 % — особи у віці 18—64 років, 18,8 % — особи у віці 65 років та старші. Медіана віку мешканця становила 49,7 року. На 100 осіб жіночої статі у місті припадало 116,1 чоловіків;  на 100 жінок у віці від 18 років та старших — 112,5 чоловіків також старших 18 років.
Середній дохід на одне домашнє господарство  становив 55 182 долари США (медіана — 47 917), а середній дохід на одну сім'ю — 70 187 доларів (медіана — 65 750). Медіана доходів становила 46 406 доларів для чоловіків та 37 083 долари для жінок. За межею бідності перебувало 13,8 % осіб, у тому числі 31,4 % дітей у віці до 18 років та 9,5 % осіб у віці 65 років та старших.
Цивільне працевлаштоване населення становило 118 осіб. Основні галузі зайнятості: освіта, охорона здоров'я та соціальна допомога — 33,9 %, публічна адміністрація — 13,6 %, транспорт — 11,0 %, мистецтво, розваги та відпочинок — 9,3 %.